# Gran Premio d'Australia 2002
Il Gran Premio d'Australia 2002 è stato un Gran Premio di Formula 1 disputato il 3 marzo 2002 sul circuito Albert Park a Melbourne. La gara fu vinta da Michael Schumacher su Ferrari, davanti a Juan Pablo Montoya su Williams - BMW e a Kimi Räikkönen su McLaren - Mercedes. In questa occasione fecero il loro debutto in Formula 1 Felipe Massa, Mark Webber, Takuma Satō e Allan McNish, oltre al team Toyota.

## Vigilia

### Aspetti tecnici
La Ferrari scelse di schierare, nelle prime gare della stagione, una versione evoluta della monoposto dell'anno precedente, basata in gran parte sul telaio utilizzato dal solo Michael Schumacher nell'ultima gara della stagione 2001. Nelle prove libere di venerdì sulle vetture di Schumacher e Barrichello fu montato l'alettone anteriore utilizzato nei test sulla nuova F2002, ma in gara entrambi i piloti preferirono impiegare gli alettoni già utilizzati nell'ultimo Gran Premio del 2001.
La nuova McLaren MP4/17 era caratterizzata principalmente dall'attacco al telaio delle sospensioni anteriori sdoppiato nella parte inferiore in modo da favorire il flusso d'aria sotto il musetto, e fu equipaggiata con dei nuovi alettoni sia all'anteriore che al posteriore. La soluzione della "doppia chiglia" all'anteriore fu utilizzata anche da Jordan, Sauber e Arrows. Quest'ultima scuderia interpretò il concetto nel modo più estremo, utilizzando gli attacchi delle sospensioni come delle paratie per creare un ampio canale sotto il musetto.

### Aspetti sportivi
La Phoenix Finance Limited, società rappresentata da Charles Nickerson, un vecchio amico di Tom Walkinshaw (proprietario della Arrows), acquistò all'asta fallimentare della Prost diverse proprietà della compagnia per circa 2.5 milioni di dollari. Tra queste figurava principalmente la proprietà intellettuale dei telai AP04 che avevano corso nella stagione precedente e AP05 che avrebbero dovuto competere nel 2002. La Phoenix sostenne inoltre di aver rilevato l'iscrizione della Prost al campionato corrente, in funzione della quale il team francese avrebbe ottenuto 12 milioni di dollari derivanti dai diritti televisivi, in virtù del piazzamento ottenuto nel campionato costruttori 2001. Questa mossa creò parecchie polemiche nel paddock, soprattutto da parte di Paul Stoddart, proprietario della Minardi, il quale sosteneva che la nuova proprietà non potesse vantare diritti sui soldi destinati alla Prost, che avrebbero dovuto invece passare alla Minardi in quanto undicesimo team classificato nel 2001.
Oltre alla difficoltà di ottenere i soldi destinati alla Prost avendo saltato la prima gara per insolvenza, la nuova scuderia (alla quale la TWR di Walkinshaw era ufficialmente legata solo da un accordo per l'assistenza tecnica) si sarebbe comunque trovata praticamente impossibilitata a disputare le restanti gare del mondiale, pur avendo messo sotto contratto Tomáš Enge e Gastón Mazzacane. La scuderia, infatti, oltre ai telai AP04 disponeva solo dei vecchi V10 Hart utilizzati dalla Arrows nel 1998 e 1999, non potendo contare su un contratto per la fornitura degli pneumatici né su un cambio, poiché quello della AP04 era progettato per il motore Ferrari utilizzato dalla Prost nel 2001.

## Prove libere

### Risultati
Nella prima sessione di prove di venerdì i risultati furono i seguenti:
| Pos | No | Pilota               | Costruttore    | Tempo    |
| --- | -- | -------------------- | -------------- | -------- |
| 1   | 1  | Michael Schumacher   | Ferrari        | 1'28"804 |
| 2   | 2  | Rubens Barrichello   | Ferrari        | 1'29"167 |
| 3   | 9  | Giancarlo Fisichella | Jordan - Honda | 1'31"693 |

Nella seconda sessione di prove di venerdì i risultati furono i seguenti:
| Pos | No | Pilota             | Costruttore    | Tempo    |
| --- | -- | ------------------ | -------------- | -------- |
| 1   | 1  | Michael Schumacher | Ferrari        | 1'27"276 |
| 2   | 2  | Rubens Barrichello | Ferrari        | 1'27"799 |
| 3   | 5  | Ralf Schumacher    | Williams - BMW | 1'28"821 |

Nella sessione di prove di sabato mattina i risultati furono i seguenti:
| Pos | No | Pilota             | Costruttore    | Tempo    |
| --- | -- | ------------------ | -------------- | -------- |
| 1   | 1  | Michael Schumacher | Ferrari        | 1'26"177 |
| 2   | 2  | Rubens Barrichello | Ferrari        | 1'26"331 |
| 3   | 6  | Juan Pablo Montoya | Williams - BMW | 1'27"394 |

## Qualifiche

### Resoconto
I primi sette minuti della sessione furono resi in pratica nulli dalla bandiera rossa esposta per via della vettura di Takuma Satō, rimasta ferma in mezzo alla pista a causa di un'avaria al cambio. Dopo circa venticinque minuti di prove regolari, sul tracciato cominciò a cadere la pioggia, congelando di fatto la situazione. Si trovò quindi in pole position Barrichello, tra i pochi ad aver effettuato due tentativi completi nella ricerca del tempo migliore. Il brasiliano staccò di appena cinque millesimi il compagno di squadra Michael Schumacher, nettamente più veloce dei rivali nell'ultimo settore della pista, ma costretto a rinunciare al proprio primo tentativo a causa della bandiera rossa. Alle spalle dei ferraristi si piazzarono, nell'ordine, Ralf Schumacher, Coulthard, Räikkönen e Montoya, seguiti da Trulli, Fisichella e dalle due Sauber di Massa e Heidfeld.
Le debuttanti Toyota si dimostrarono discretamente competitive, permettendo a Salo e McNish di segnare rispettivamente il quattordicesimo ed il sedicesimo tempo. Risultarono invece in grande difficoltà le Jaguar, con Irvine e de la Rosa relegati in penultima fila e preceduti anche da Webber con la Minardi. In fondo al gruppo, Sato non riuscì a completare giri cronometrati sul tracciato asciutto, rimanendo abbondantemente al di fuori del 107%. Il pilota giapponese fu comunque ammesso a partecipare alla gara per via dei tempi ottenuti durante le prove libere, che gli avrebbero consentito di rientrare nei limiti.

### Risultati
| Pos                         | No | Pilota                | Costruttore        | Pneumatici | Tempo    | Distacco |
| --------------------------- | -- | --------------------- | ------------------ | ---------- | -------- | -------- |
| 1                           | 2  | Rubens Barrichello    | Ferrari            | B          | 1'25"843 |          |
| 2                           | 1  | Michael Schumacher    | Ferrari            | B          | 1'25"848 | +0"005   |
| 3                           | 5  | Ralf Schumacher       | Williams - BMW     | M          | 1'26"279 | +0"436   |
| 4                           | 3  | David Coulthard       | McLaren - Mercedes | M          | 1'26"446 | +0"603   |
| 5                           | 4  | Kimi Räikkönen        | McLaren - Mercedes | M          | 1'27"161 | +1"318   |
| 6                           | 6  | Juan Pablo Montoya    | Williams - BMW     | M          | 1'27"249 | +1"606   |
| 7                           | 14 | Jarno Trulli          | Renault            | M          | 1'27"710 | +1"867   |
| 8                           | 9  | Giancarlo Fisichella  | Jordan - Honda     | B          | 1'27"869 | +2"026   |
| 9                           | 8  | Felipe Massa          | Sauber - Petronas  | B          | 1'27"972 | +2"129   |
| 10                          | 7  | Nick Heidfeld         | Sauber - Petronas  | B          | 1'28"232 | +2"389   |
| 11                          | 15 | Jenson Button         | Renault            | M          | 1'28"361 | +2"518   |
| 12                          | 12 | Olivier Panis         | BAR - Honda        | B          | 1'28"381 | +2"538   |
| 13                          | 11 | Jacques Villeneuve    | BAR - Honda        | B          | 1'28"657 | +2"814   |
| 14                          | 24 | Mika Salo             | Toyota             | M          | 1'29"205 | +3"362   |
| 15                          | 20 | Heinz-Harald Frentzen | Arrows - Cosworth  | B          | 1'29"474 | +3"631   |
| 16                          | 25 | Allan McNish          | Toyota             | M          | 1'29"638 | +3"795   |
| 17                          | 21 | Enrique Bernoldi      | Arrows - Cosworth  | B          | 1'29"738 | +3"895   |
| 18                          | 23 | Mark Webber           | Minardi - Asiatech | M          | 1'30"086 | +4"243   |
| 19                          | 16 | Eddie Irvine          | Jaguar - Ford      | M          | 1'30"113 | +4"270   |
| 20                          | 17 | Pedro de la Rosa      | Jaguar - Ford      | M          | 1'30"192 | +4"349   |
| 21                          | 22 | Alex Yoong            | Minardi - Asiatech | M          | 1'31"504 | +5"661   |
| Tempo limite 107%: 1:31.852 |    |                       |                    |            |          |          |
| 22                          | 10 | Takuma Satō           | Jordan - Honda     | B          | 1'53"351 | +27"508  |

## Warm up
Nel warm up di domenica mattina i migliori tempi furono i seguenti:
| Pos | No | Pilota             | Costruttore    | Tempo    |
| --- | -- | ------------------ | -------------- | -------- |
| 1   | 1  | Michael Schumacher | Ferrari        | 1'41"509 |
| 2   | 2  | Rubens Barrichello | Ferrari        | 1'42"891 |
| 3   | 5  | Ralf Schumacher    | Williams - BMW | 1'43"580 |

## Gara

### Resoconto
All'avvio del giro di formazione entrambe le Arrows rimasero ferme sullo schieramento. Dopo tre giri dall'inizio della gara i meccanici riuscirono a riavviare la vettura di Frentzen, ma il pilota tedesco uscì dalla corsia dei box con il semaforo rosso acceso e fu squalificato. Il compagno di squadra Bernoldi fu addirittura fatto ripartire con il muletto, subendo anch'egli una squalifica.
Alla partenza Barrichello mantenne la testa del gruppo, mentre Ralf Schumacher sopravanzò il fratello e, giunto alla prima staccata, tentò di insidiare il brasiliano. Tuttavia, Barrichello chiuse il pilota della Williams, che tamponò violentemente la Ferrari. La vettura di Ralf Schumacher decollò, riatterrando sulle quattro ruote nella via di fuga. Il pilota tedesco non riportò conseguenze fisiche, ma sia lui che Barrichello furono costretti al ritiro. Michael Schumacher e Räikkönen dovettero compiere un fuoripista per evitare l'incidente, mentre a centro gruppo si sviluppò una carambola nella quale furono coinvolti Heidfeld, Fisichella, Massa, Button, Panis, McNish e Salo. Solo quest'ultimo fu in grado di continuare la gara, dovendo però rientrare ai box per effettuare delle riparazioni sulla propria vettura. Anche Räikkönen dovette fermarsi per far rimuovere un detrito che si era infilato nell'abitacolo, impedendogli di guidare correttamente. La direzione gara fece entrare in pista la safety car, dietro alla quale si allinearono, nell'ordine, Coulthard, Trulli, Montoya, Michael Schumacher, Irvine e de la Rosa.
La vettura di sicurezza si fece da parte alla fine della quinta tornata: Coulthard incrementò il proprio vantaggio, mentre Montoya cominciò a mettere sotto pressione Trulli, subendo però il sorpasso da parte di Schumacher. Il pilota tedesco cominciò a sua volta a tallonare Trulli, senza riuscire a passarlo. Il pilota abruzzese andò però in testacoda nel corso del nono giro, ritirandosi. La Renault rimase in traiettoria e la safety car rientrò in pista. Quando la vettura di sicurezza uscì di scena all'undicesimo giro, Coulthard, in difficoltà con il cambio, perse subito due posizioni, mentre Schumacher subì il sorpasso di Montoya.
Il pilota tedesco era, però, nettamente più veloce del rivale e lo tenne sotto pressione fino al 17º passaggio, quando lo sopravanzò alla prima curva, accumulando subito un grande vantaggio. A fondo gruppo Räikkönen rimontò fino alla terza posizione e iniziò a recuperare terreno su Montoya, mentre il suo compagno di squadra Coulthard fu superato anche da Irvine e Webber. Il pilota scozzese si ritirò al 33º giro con il cambio bloccato in sesta marcia. Al 27º giro sulla BAR di Villeneuve, che occupava la sesta posizione, cedette il supporto dell'alettone posteriore, spedendo il canadese contro le barriere. In testa alla corsa Schumacher continuò ad aumentare il suo vantaggio sugli inseguitori, mentre alle sue spalle Räikkönen, autore anche del giro più veloce in gara, arrivò a contendere il secondo posto a Montoya, superandolo durante le soste ai box. Il pilota finlandese commise però un errore, cedendo nuovamente la posizione al rivale.
Non vi furono ulteriori scambi di posizione e Schumacher tagliò il traguardo in prima posizione davanti a Montoya, Räikkönen e Irvine. Nelle ultime fasi di gara Salo si avvicinò parecchio a Webber, in difficoltà con il differenziale della propria vettura. Il pilota australiano mise al sicuro la quinta posizione quando il rivale andò in testacoda a due tornate dal termine, portando la Minardi in zona punti per la prima volta dal Gran Premio d'Europa 1999. L'entusiasmo per il risultato ottenuto fu tale che, al termine della cerimonia di premiazione, Webber e Paul Stoddart salirono sul podio a festeggiare. Salo riuscì comunque a portare la vettura al traguardo, conquistando un punto per la Toyota al debutto.

### Risultati
| Pos | Nº | Pilota                | Costruttore        | Pneumatici | Giri | Tempo/Ritiro e posizione al ritiro          | Partenza | Punti |
| --- | -- | --------------------- | ------------------ | ---------- | ---- | ------------------------------------------- | -------- | ----- |
| 1   | 1  | Michael Schumacher    | Ferrari            | B          | 58   | 1h35'36"792                                 | 2        | 10    |
| 2   | 6  | Juan Pablo Montoya    | Williams - BMW     | M          | 58   | +18"628                                     | 6        | 6     |
| 3   | 4  | Kimi Räikkönen        | McLaren - Mercedes | M          | 58   | +25"067                                     | 5        | 4     |
| 4   | 16 | Eddie Irvine          | Jaguar - Ford      | M          | 57   | +1 giro                                     | 19       | 3     |
| 5   | 23 | Mark Webber           | Minardi - Asiatech | M          | 56   | +2 giri                                     | 18       | 2     |
| 6   | 24 | Mika Salo             | Toyota             | M          | 56   | +2 giri                                     | 14       | 1     |
| 7   | 22 | Alex Yoong            | Minardi - Asiatech | M          | 55   | +3 giri                                     | 21       |       |
| 8   | 17 | Pedro de la Rosa      | Jaguar - Ford      | M          | 53   | +5 giri                                     | 20       |       |
| Rit | 3  | David Coulthard       | McLaren - Mercedes | M          | 33   | Cambio (7°)                                 | 4        |       |
| Rit | 11 | Jacques Villeneuve    | BAR - Honda        | B          | 27   | Distacco alettone posteriore/incidente (6°) | 13       |       |
| Rit | 10 | Takuma Satō           | Jordan - Honda     | B          | 12   | Cambio (10°)                                | 22       |       |
| Rit | 14 | Jarno Trulli          | Renault            | M          | 8    | Incidente (2°)                              | 7        |       |
| Rit | 2  | Rubens Barrichello    | Ferrari            | B          | 0    | Incidente con R.Schumacher                  | 1        |       |
| Rit | 5  | Ralf Schumacher       | Williams - BMW     | M          | 0    | Incidente con R.Barrichello                 | 3        |       |
| Rit | 9  | Giancarlo Fisichella  | Jordan - Honda     | B          | 0    | Incidente alla partenza                     | 8        |       |
| Rit | 8  | Felipe Massa          | Sauber - Petronas  | B          | 0    | Incidente alla partenza                     | 9        |       |
| Rit | 7  | Nick Heidfeld         | Sauber - Petronas  | B          | 0    | Incidente alla partenza                     | 10       |       |
| Rit | 12 | Olivier Panis         | BAR - Honda        | B          | 0    | Incidente alla partenza                     | 12       |       |
| Rit | 15 | Jenson Button         | Renault            | M          | 0    | Incidente alla partenza                     | 11       |       |
| Rit | 25 | Allan McNish          | Toyota             | M          | 0    | Incidente alla partenza                     | 16       |       |
| SQ  | 20 | Heinz-Harald Frentzen | Arrows - Cosworth  | B          | 16   | Squalificato                                | 15       |       |
| SQ  | 21 | Enrique Bernoldi      | Arrows - Cosworth  | B          | 15   | Squalificato                                | 17       |       |

## Classifiche

### Piloti
| Pos. | Pilota             | Punti |
| ---- | ------------------ | ----- |
| 1    | Michael Schumacher | 10    |
| 2    | Juan Pablo Montoya | 6     |
| 3    | Kimi Räikkönen     | 4     |
| 4    | Eddie Irvine       | 3     |
| 5    | Mark Webber        | 2     |
| 6    | Mika Salo          | 1     |

### Costruttori
| Pos. | Team               | Punti |
| ---- | ------------------ | ----- |
| 1    | Ferrari            | 10    |
| 2    | Williams - BMW     | 6     |
| 3    | McLaren - Mercedes | 4     |
| 4    | Jaguar - Ford      | 3     |
| 5    | Minardi - Asiatech | 2     |
| 6    | Toyota             | 1     |